# GN Store Nord
GN Store Nord é uma empresa dinamarquesa que fabrica fones de ouvido (Jabra (GN Netcom)), aparelhos auditivos e equipamento para diagnóstico audiológico (GN ReSound).

## História
A empresa foi fundada com o nome The Great Northern Telegraph Company (Det Store Nordiske Telegrafselskab A/S), na Dinamarca, em junho de 1869, como fusão de outras três novas companhias telegráficas fundadas por Carl Frederik Tietgen. Seu objetivo era criar uma empresa de alcance mundial.
Hoje, a GN Store Nord é uma fabricante de fones de ouvido sob a marca Jabra, por meio de sua divisão GN Netcom, e de aparelhos auditivos e equipamentos para diagnóstico audiológico por meio da marca GN ReSound.
A sede da empresa está localizada na cidade de Ballerup, próxima a Copenhague. Sua matriz anterior, em Kongens Nytorv, foi construída em 1893 e existe até hoje.

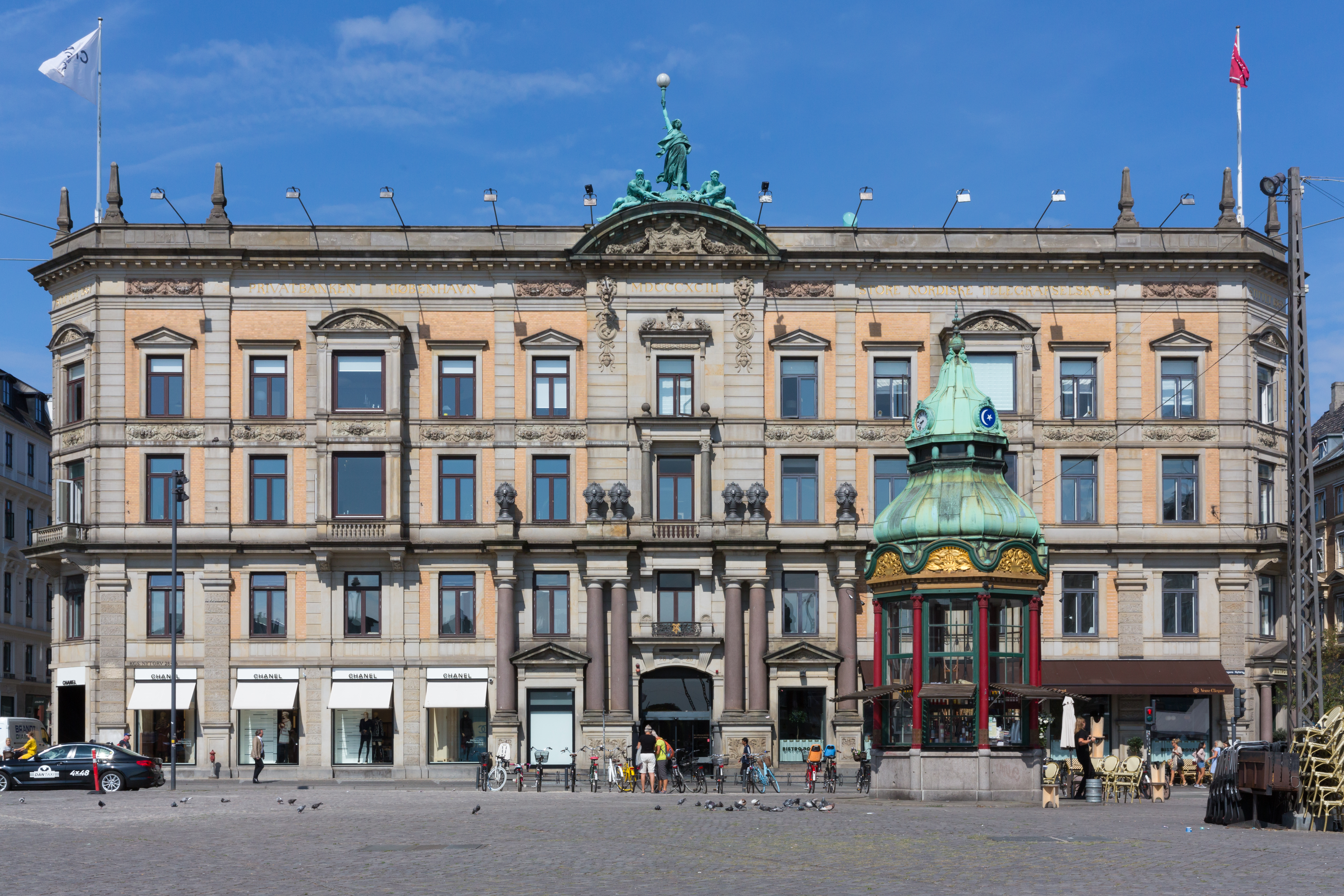
Primeira sede da Great Northern Telegraph Company, construída em 1893 em Kongens Nytorv

A empresa está listada no NASDAQ OMX Copenhagen (ISIN DK001027263-2).